# Mark I & II
Mark I & II kompilacijski je album britanskog hard rock sastava Deep Purple, kojeg 1972. godine objavljuje diskografska kuća, 'Purple Records'. Kompilcija sadrži snimke u izvedbi postava MK I i MK II.

## Popis pjesama

### MK I
1. A1 "Hush" - (4:22)

- Skladao - South

1. A2 "Mandrake Root" - (6:03)

- Skladao - Evans

1. A3 "Why Didn't Rosemary" - (4:56)

- Skladao - Simper / Evans

1. A4 "Hey Joe" - (7:21)

- Skladao - Deep Purple

1. B1 "Wring That Neck" - (5:09)

- Skladao - Simper

1. B2 "Emmeretta" - (2:58)

- Skladao - Evans

1. B3 "Help!" - (5:54)

- Skladao - Lennon-McCartney

1. B4 "Chasing Shadows" - (5:31)

### Mark II
1. C1 "Black Night" - (3:24)
2. C2 "Speed King" - (5:49)
3. C3 "Strange Kind Of Woman" - (4:00)
4. C4 "Into The Fire" - (3:29)
5. C5 "When A Blind Man Cries" - (3:29)
6. D1 "Smoke On The Water" - (5:37)
7. D2 "Woman From Tokyo" - (2:44)
8. D3 "Highway Star" - (6:46)

## Izvođači
- Bas gitara - Nicky Simper (skladbe: A1 do B4), Roger Glover (skladbe: C1 do D3)
- Bubnjevi - Ian Paice
- Gitara - Ritchie Blackmore
- Orgulje - Jon Lord
- Vokal - Ian Gillan (skladbe: C1 do D3), Rod Evans (skladbe: A1 do B4)

Sve skladbe su napisali Gillan (skladbe: C1 do D3), Paice (skladbe: A3, B1, B4, C1 do D3), Jon Lord (skladbe: A2, B1, B2, B4 do D3), Blackmore (skladbe: A2, A3, B1, B2, C1 do D3) i Glover (skladbe: C1 do D3).

## Vanjske poveznice
- Discogs.com - Deep Purple - Mark I & II